# Droga wojewódzka nr 248
Droga wojewódzka nr 248 (DW248) – droga wojewódzka w województwie kujawsko-pomorskim łącząca nowo wybudowanym węzłem S5 Pruszcz z Borównem. Trasa nie jest ciągła - brakuje na niej mostu na Wiśle.

## Miejscowości przy trasie
- Zbrachlin
- Konstantowo
- Topolno
- rzeka Wisła
- Borówno